# Národní parky v Rakousku

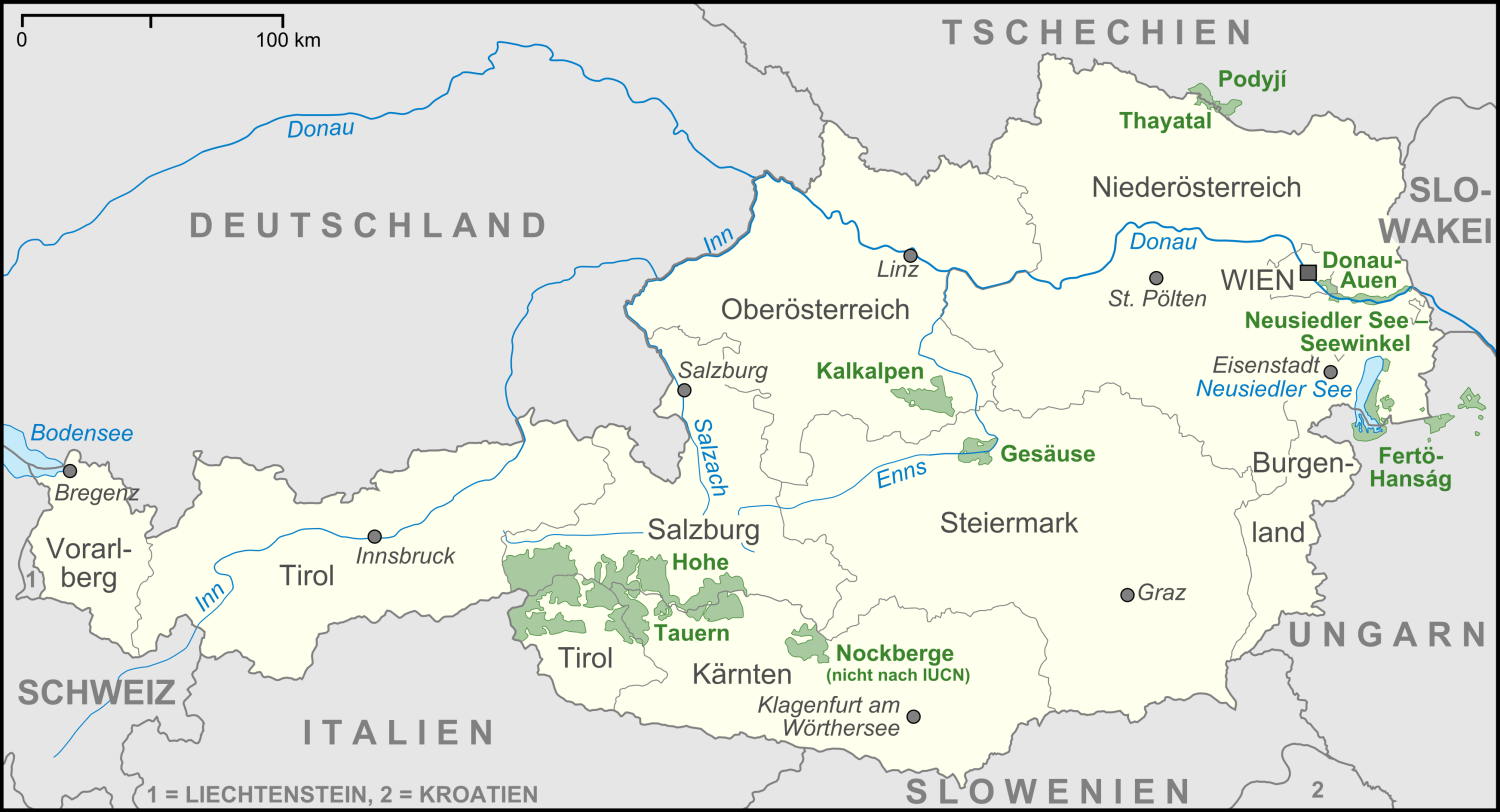
Národní parky v Rakousku

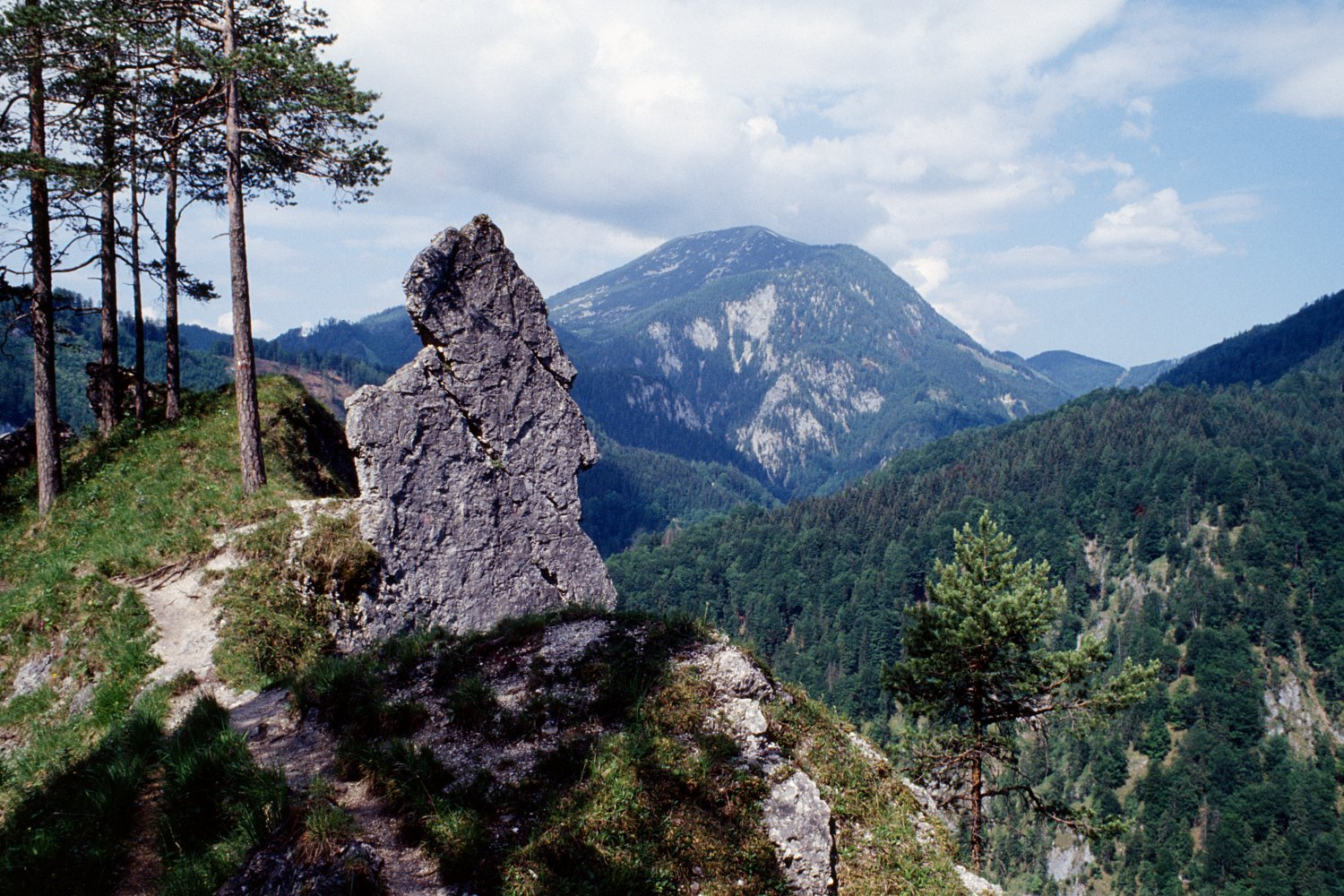
Nationalpark Kalkalpen

V Rakousku se nachází šest národních parků, přičemž původně národní park Nockberge je mezinárodním svazem ochrany přírody klasifikován jen jako biosférická rezervace. Zahrnují všechny důležité typy krajiny Rakouska – lužní les, Alpy, panonskou step a skalnatá údolí. Nejstarším je Nationalpark Hohe Tauern, který byl vyhlášen v roce 1981.
| Název                                                                             | Rok založení | Rozloha (km²) |
| --------------------------------------------------------------------------------- | ------------ | ------------- |
| Národní park Vysoké Taury (Nationalpark Hohe Tauern)                              | 1981         | 1 856         |
| Národní park Neusiedler See - Seewinkel (Nationalpark Neusiedler See – Seewinkel) | 1992         | 97            |
| Národní park Donau-Auen (Nationalpark Donau-Auen)                                 | 1996         | 93            |
| Národní park Vápencové Alpy (Nationalpark Kalkalpen)                              | 1997         | 208,56        |
| Národní park Thayatal (Nationalpark Thayatal)                                     | 2000         | 13,3          |
| Národní park Gesäuse (Nationalpark Gesäuse)                                       | 2002         | 110,54        |